# Pasquale Sfameni
Pasquale Sfameni (Torregrotta, 30 ottobre 1868 – Torregrotta, 7 ottobre 1955) è stato un medico e scienziato italiano.

## Biografia
Nato a Torregrotta nel 1868 da famiglia borghese, si laureò presso l'Università di Bologna nel 1893 con una tesi sulle alterazioni artificiali e cadaveriche del sistema nervoso centrale e periferico. Si trasferì in seguito a Pisa dove intraprese la carriera universitaria divenendo allievo di Ermanno Pinzani negli studi specialistici in ostetricia dal 1895 al 1905. Successivamente fu professore presso le Università di Perugia, Cagliari, Messina e Parma. Nel 1918 ritornò come professore ordinario a Bologna ove fondò la rivista Monitore Ostetrico, divenendo al contempo direttore della Clinica Ostetrica fino al 1936. Dal 1923 al 1927 fu Magnifico Rettore dell'Università di Bologna. Fu inoltre membro della Società italiana per il progresso delle scienze e, dal 1947 al 1949, dell'Accademia delle Scienze di Bologna. Nel 1940 donò, insieme alla moglie, tutti suoi scritti e gran parte dei suoi beni immobili all’università di Bologna che li utilizzò per istituire la Fondazione Pasquale Sfameni. Quest'ultima assegna un premio internazionale quinquennale e diverse borse di studio annuali. Ritornato nel 1948 nella sua Torregrotta, vi morì nel 1955.
Massone, fu membro della loggia di Bologna "VIII Agosto" di Rito scozzese antico ed accettato appartenente al Grande Oriente d'Italia, dalla quale si dimise nel 1925.

## Principali contributi
Pasquale Sfameni è noto a livello internazionale grazie alle sue ricerche sulla gravidanza e sul parto che lo condussero, nel 1922, alla pubblicazione della teoria sulla Rivoluzione utero-ovarica e sulla dilatazione attiva dell'utero. I suoi studi si concentrarono sulla cellula uovo femminile e sull'origine e sviluppo della placenta dimostrando la natura endocrina della decidua basale. Notevoli anche gli studi sulle fistole vescico-vaginali che riuscì per la prima volta a curare ricorrendo ad intervento chirurgico.
Il complesso dei suoi principali lavori è noto nella letteratura medica come Dottrina umorale ormonica di Sfameni.